# IAIO Toufan
IAIO Toufan або Toophan (перс. توفان) — серія бойових вертольотів Організації авіаційної промисловості Ірану. Базуючись на американському вертольоті AH-1J SeaCobra, Toufan має два варіанти: Toufan I, представлений у травні 2010 року, та вдосконалений Toufan II, представлений у січні 2013 року .

## Конструкція
Гелікоптер оснащений новою лазерною системою, цифровою системою управління пуском ракети, мультидисплейним монітором та центральною інтелектуальною системою управління озброєнням .

## Оператори
Іран